# Milices islamiques (Londres)
Un groupe d'auto-justice s'appelant eux-mêmes « Patrouilles musulmanes » patrouillaient dans les rues de l'Est de Londres, de 2013 à 2014.
Les individus étaient de jeunes musulmans sunnites, membres de l'organisation "Charia Project". Début 2013, des vidéos de leurs activités, filmées par les membres de la patrouille, ont été postées en ligne: elles montrent les membres s'en prendre aux passants en exigeant qu'ils se conforment à la loi Islamique. Ils ont ciblé les prostituées, les passants buvant de l'alcool, des couples se tenant la main, les femmes qu'ils considéraient être habillées de façon impudique, ainsi que les personnes perçues comme homosexuelles,. Cinq hommes ont été arrêtés en janvier 2013, dans le cadre d'une enquête sur le gang. En décembre 2013, trois d'entre eux ont plaidé coupables pour violence, et ont par la suite reçu des peines de prison.
En réponse à ces « Patrouilles musulmanes », l'organisation d'extrême droite, Britain First, a mis en place « les patrouilles chrétiennes ».

## Les vidéos en ligne (2013)
Une vidéo mise en ligne sur YouTube par le gang, La Vérité sur le samedi soir, a été vue plus de 42 000 fois. Dans cette vidéo, le gang fait face à des passants, criant « c'est une terre Musulmane ». Les hommes forcent les gens à vider les boissons alcoolisées dans les égouts, et demandent à un groupe de femmes « de ne pas s'habiller comme cela, et de ne pas s'exposer à l'extérieur de la mosquée ».
Une seconde vidéo, commençant avec un logo disant : « l'Islam va conquérir le monde », montre les musulmans commettre une agression homophobe sur un homme marchant dans Whitechapel. Le gang crie à un homme qui semblait porter du maquillage qu'il est "sur une terre Musulmane habillé comme une tapette" et doit partir. Un membre du gang ordonne à l'homme : « de sortir d'ici le plus vite. Tu es sale ». Après que la victime avoue son homosexualité, il est invité à plusieurs reprises à dire qu'il est « sale ».
Leur dernière vidéo les montre disant : « Nous venons mettre en œuvre l'Islam dans vos propres foyers. Les patrouilles musulmanes ne peuvent jamais être arrêtées ».
Les vidéos ont été supprimées de YouTube en janvier 2013 parce qu'elles contrevenaient à la politique du site en matière de harcèlement, d'intimidation et de menaces proférées.

### Article de presse
- (en) 'Je me sens comme un étranger où j'habite’, The Daily Telegraph